# 金塚地区
金塚地区（かなづかちく）は、大阪市阿倍野区の一地域。大阪市に編入される前の東成郡天王寺村にあった地名。

## 概要
金塚という地区名は、この地の古来の地名「金塚」に由来する。
1925年4月1日に行われた大阪市の第二次市域拡張によって、天王寺村が大阪市に編入され、大阪市住吉区の一部となった際に住所変更も行われた為、地名としての「金塚」は消滅してしまった。
しかし、旧大阪府東成郡天王寺村内の各尋常小学校が、大阪府東成郡天王寺村の大阪市への編入と同時に、それまでの創立順の番号での校名を改めて、地名などを取り入れた校名に変更した為、大阪市金塚尋常小学校（旧東成郡天王寺村立天王寺第五尋常小学校。現在の大阪市立金塚小学校）という学校名として旧地名が残る事になった。
そして、大阪市住吉区内の地区名設定の際、この地域が大阪市金塚尋常小学校の通学校区である事から「金塚地区」と名付けられた。
金塚地区の範囲は、大阪市阿倍野区阿倍野筋1丁目～3丁目のうち阪堺電気軌道上町線が通る「あべの筋」（大阪府道30号大阪和泉泉南線）の西側、及び大阪市阿倍野区旭町1丁目～3丁目で、大阪市立金塚小学校、及び大阪市立松虫中学校が通学校区となっている。
また、現在、大阪市の「阿倍野地区第二種市街地再開発事業」によって、一部地域をのぞく、ほぼ地区全域にわたって再開発事業が進められており、高層マンションや商業ビルなどが立ち並ぶ大阪市南部地域の副都心機能を有する地域として発展している。

## 業務・商業施設
- エコーアクロスビル（阿倍野筋1丁目4番7号）
  - アニメイト天王寺
- アパホテル天王寺駅前（阿倍野筋1丁目4番11号）
- 郵便局株式会社 浪速郵便局阿倍野橋分室（阿倍野筋1丁目1番6号）
- アベノセンタービル（阿倍野筋1丁目5番36号）
- アポロビル（阿倍野筋1丁目5番31号）
- あべのルシアス（阿倍野筋1丁目5番1号）
- あべのキューズタウン（阿倍野筋1丁目6番地）
  - 野村證券：天王寺支店
  - 三井住友信託銀行：阿倍野橋支店
  - ABCクラフト
- 加賀タワービル（旭町1丁目1番8号）
- ヨドノビル（旭町1丁目1番9号）
- 竹澤ビル（旭町1丁目1番10号）
- 第二竹澤ビル（旭町1丁目1番14号）
- 住友生命阿倍野第2ビル（旭町1丁目1番15号）
- 住友生命･川崎・阿倍野ビル（旭町1丁目1番17号）
  - 住友生命保険相互会社・大阪南支社
- 山本ビル（旭町1丁目1番22号）
- 豊光園ビル（旭町1丁目1番23号）
- 三洋ビル（旭町1丁目1番27号）
- あべのメディックス（旭町1丁目2番7号）
  - 大阪市保健所
- ハミング（旭町1丁目6番3号）
- あべのアスト（旭町1丁目3番15号）

## 業務・商業施設、及び住宅施設
- あべのグラントゥール（阿倍野筋1丁目7番20号）
- あべのnini（阿倍野筋1丁目5番10号）
  - ホテルトラスティ大阪阿倍野
  - 三菱UFJ銀行：阿倍野橋支店・阿倍野橋西支店
  - りそな銀行：阿倍野橋支店
- あべのベルタ（阿倍野筋3丁目10番1号）
  - 阿倍野市民学習センター（3階）
  - 郵便局株式会社 あべのベルタ内郵便局（100号室）
  - 関西スーパー（地下1階）
  - 阿倍野スポーツセンター（西館）
- あべのクオレ（阿倍野筋3丁目12番2号）
- あべのリーザ（旭町1丁目3番3号）
- あべのマルシェ（旭町2丁目1番1号）
  - 金塚会館（1階）
  - あべのマルシェ商店街（1階）
  - 郵便局株式会社 阿倍野旭町郵便局（161号室）
- あべのポンテ（旭町2丁目1番2号）
- あべのビアレ（旭町3丁目4番5号）

※大阪市営第2住宅0号館
- あべのシャルム（旭町3丁目2番5号）

## 住宅施設
- あべのベレーザ（阿倍野筋3丁目12番3号）
- シャリエあべのファースト（旭町1丁目3番23号）
- 阿倍野第1住宅（旭町1丁目6番1号）

※大阪市営第1住宅1号館
- あべのC1コーポ（旭町1丁目6番2号）
- あべのパンセ（旭町2丁目2番3号）

※大阪市営第3住宅1号館
- あべのセレサ（旭町2丁目2番4号）
- あべのセントレーベ（旭町3丁目1番1号）
- パークタワーあべのグランエア（旭町3丁目2番地）
- あべのステラ（旭町3丁目1番2号）

※大阪市営第4住宅1号館
- あべのドルチェ（旭町3丁目3番7号）
- あべのラポア（旭町3丁目4番6号）

※大阪市営第2住宅2号館

## 病院
- 医療法人相愛会・相原第二病院（阿倍野筋3丁目12番10号）
- 大阪市立大学医学部附属病院（旭町1丁目5番7号）

## 教育機関

### 大学
- 大阪公立大学（大阪市立大学）・阿倍野キャンパス（旭町1丁目4番3号）
  - 医学部
    - 医学科
    - 看護学科（旧・大阪市立大学看護短期大学部）
- 大阪市立大学大学院医学研究科
- 大学院図書館
- 学術情報総合センター・医学部分館

### 専門学校
- 大手前看護専門学校（旭町1丁目1番2号）

### 小学校
- 大阪市立金塚小学校（旭町3丁目4番46号）

### 幼稚園
- 学校法人金塚学園・金塚幼稚園（旭町1丁目4番46号）

## 保育園
- 阿さひ保育園（旭町3丁目1番6号）

## 寺院
- 圓徳寺（旭町3丁目1番6号）

## 有料老人ホーム
- あべのエトワル（旭町1丁目3番11号）

## 防災中枢拠点
- あべのフォルサ（阿倍野筋3丁目13番23号）
  - 大阪市立阿倍野屋内プール
  - 大阪市消防局南方面隊
  - 大阪市立阿倍野防災センター
  - 大阪市職員研修所
  - 備蓄倉庫

## 公園
- 金塚ふれあい東公園（阿倍野筋2丁目）
- 金塚ふれあい東公園（阿倍野筋3丁目11番地）
- さんさん広場（旭町1丁目6番地）
- 金塚ふれあい西公園（旭町3丁目3番地）

## 駐輪場
- 天王寺・あべの橋駅自転車駐車場（阿倍野筋1丁目5番地～阿倍野筋1丁目6番地）
- 阿倍野駅第4自転車駐車場（阿倍野筋3丁目10番地）

## 幹線道路
- 大阪市道長柄堺線（幅員40m）
- 大阪市道尼崎平野線（幅員40メートル）
- 大阪市道津守阿倍野線（幅員25メートル）
- 大阪市道金塚南北線（幅員30メートル）

## 区画道路
- 大阪市道金塚東西線
- 大阪市道金塚西1号線
- 大阪市道金塚西2号線
- 大阪市道金塚西3号線
- 大阪市道金塚西4号線
- 大阪市道金塚西5号線
- 大阪市道金塚西6号線
- 大阪市道金塚東1号線
- 大阪市道金塚東2号線
- 大阪市道金塚東3号線
- 大阪市道金塚東4号線
- 大阪市道金塚東5号線

## 歩道橋
- 大阪市道阿倍野南北線（幅員8メートル）

※阿倍野歩道橋に接続。